# Sihuas

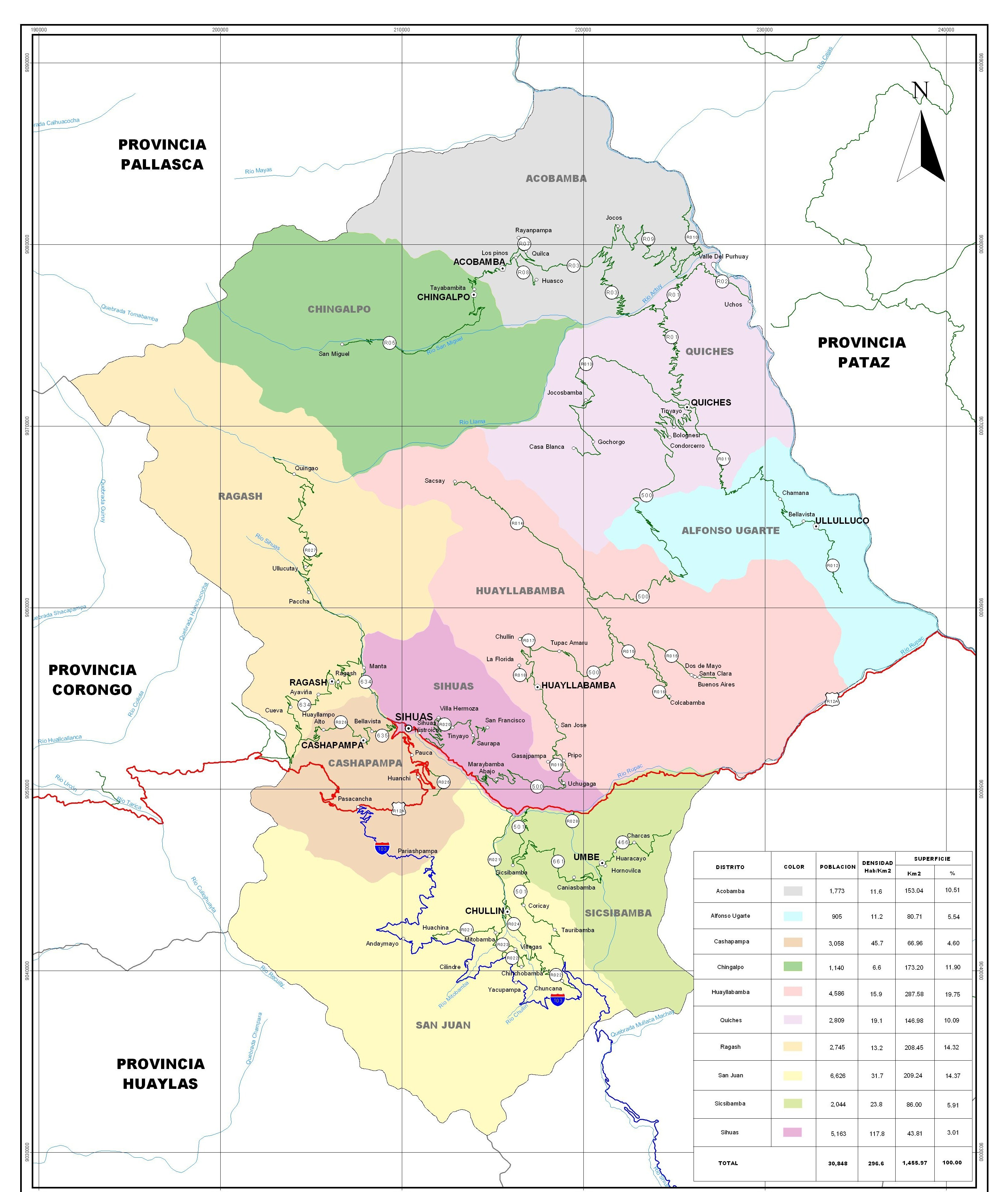
Mapa distrital de Sihuas.

Sihuas, fundada como Nuestra Señora de las Nieves de Sihuas de 1543, es una ciudad peruana, capital del distrito y 
de la provincia homónimos en la parte septentrional de la zona de Conchucos en el departamento de Áncash. Se halla a unas 7 h por carretera de Huaraz y a 13 h de Lima. Tenía una población de 1600 hab. proyectada para 2020. Está localizada 
a 2700 m s. n. m. y posee un clima templado con promedios de 21 °C en verano y 15 °C en invierno.

## Geografía

### Ubicación
El distrito de Sihuas está ubicado en la Sierra Oriental de Áncash. Parte de su territorio —que incluye a los pisos altitudinales Quechua, Suni o Jalca, Puna y Janca. El pueblo de Sihuas se localiza dentro de la ecorregión Yunga fluvial.
| Noroeste: Provincia de Pallasca | Norte: Provincia de Pallasca | Noreste: Provincia de Pallasca |
| Oeste: Provincia de Corongo     |                              | Este: Provincia de Pataz       |
| Suroeste Provincia de Huaylas   | Sur: Provincia de Pomabamba  | Sureste: Provincia de Pataz    |

### Clima
| Parámetros climáticos promedio de Sihuas | Parámetros climáticos promedio de Sihuas | Parámetros climáticos promedio de Sihuas | Parámetros climáticos promedio de Sihuas | Parámetros climáticos promedio de Sihuas | Parámetros climáticos promedio de Sihuas | Parámetros climáticos promedio de Sihuas | Parámetros climáticos promedio de Sihuas | Parámetros climáticos promedio de Sihuas | Parámetros climáticos promedio de Sihuas | Parámetros climáticos promedio de Sihuas | Parámetros climáticos promedio de Sihuas | Parámetros climáticos promedio de Sihuas | Parámetros climáticos promedio de Sihuas |
| Mes                                      | Ene.                                     | Feb.                                     | Mar.                                     | Abr.                                     | May.                                     | Jun.                                     | Jul.                                     | Ago.                                     | Sep.                                     | Oct.                                     | Nov.                                     | Dic.                                     | Anual                                    |
| ---------------------------------------- | ---------------------------------------- | ---------------------------------------- | ---------------------------------------- | ---------------------------------------- | ---------------------------------------- | ---------------------------------------- | ---------------------------------------- | ---------------------------------------- | ---------------------------------------- | ---------------------------------------- | ---------------------------------------- | ---------------------------------------- | ---------------------------------------- |
| Temp. máx. media (°C)                    | 22.2                                     | 21.7                                     | 21.9                                     | 21.9                                     | 21.8                                     | 22.7                                     | 22.9                                     | 22.9                                     | 23.2                                     | 22.7                                     | 22.8                                     | 22.9                                     | 22.5                                     |
| Temp. media (°C)                         | 15.6                                     | 15.4                                     | 15.4                                     | 15                                       | 14.1                                     | 13.8                                     | 13.7                                     | 13.7                                     | 14.7                                     | 15.1                                     | 15.3                                     | 15.6                                     | 14.8                                     |
| Temp. mín. media (°C)                    | 9                                        | 9.1                                      | 8.9                                      | 8.2                                      | 6.5                                      | 4.9                                      | 4.5                                      | 4.6                                      | 6.2                                      | 7.5                                      | 7.9                                      | 8.3                                      | 7.1                                      |
| Precipitación total (mm)                 | 81                                       | 99                                       | 115                                      | 66                                       | 22                                       | 11                                       | 8                                        | 10                                       | 28                                       | 69                                       | 68                                       | 74                                       | 651                                      |
| Fuente: climate-data.org                 |                                          |                                          |                                          |                                          |                                          |                                          |                                          |                                          |                                          |                                          |                                          |                                          |                                          |

## Historia
El 8 de abril de 1532, los conquistadores Hernando Pizarro y Miguel de Estete guiados por el general atahualpista Chalcuchímac, retornando del saqueo del templo de Pachacámac ingresaron a Sihuas por el camino inca desde Piscobamba, donde descansaron para continuar su viaje hacia Cajamarca.

Otro día miércoles partió de dichas caserías e fue a dormir a un pueblo que se dice Agua, subjeto del dicho Piscobamba, es buen pueblo e de muchos mahicales, y está entre sierras,
 Miguel de Estete (1532).

Sihuas fue fundada el 5 de agosto de 1543 con el nombre de La Villa de la Santísima Virgen María de las Nieves, fecha en que el capitán español de caballos Juan Gómez Arias de Sigüenza designado Encomendero de Sihuas trajo la imagen de la virgen. La primera etapa del templo colonial fue construida entre los años 1560 a 1605, sobre los cimientos de 4 m de ancho de la acllahuasi y del tambo existentes en ese entonces.